# Karl Seß
Karl Seß (* 1. April 1855 in Grevesmühlen; † 19. November 1939 in Hamburg) war ein deutscher Politiker und Mitglied der Hamburgischen Bürgerschaft (SPD, USPD, KPD).

## Leben und Wirken
Karl Seß ging nach seiner Lehre als Schuster auf Wanderschaft. Später leistete er seinen Militärdienst. Er war beruflich zudem als Schuhmacher, Händler und Fabrikarbeiter aktiv. Politisch engagierte er sich früh und trat 1879 in die SPD ein und gehörte zu den Mitbegründern der SPD-Ortsgruppe Güstrow. In der Zeit der  Sozialistengesetze wurde er für einige Wochen inhaftiert.  Politisch war er zudem als Vertrauensmann der SPD in Mecklenburg aktiv und kandidierte erfolglos 1898 im Wahlkreis Mecklenburg-Schwerin zum Reichstag.
Er siedelte 1905 nach Hamburg über und arbeitet dort als Schuhmachermeister. Ab 1915 lebte er  in Hamburg-Bergedorf. Nach dem Krieg wurde Seß 1919 Mitglied der USPD, Ende 1920 trat er in die Kommunistische Partei Deutschlands (KPD) ein.
Von 1920 bis 1927 saß Seß erst für die USPD und später für die KPD als Mitglied in der Hamburgischen Bürgerschaft. Danach war er bis 1933 Bürgervertreter und Mitglied des Landesausschusses in Bergedorf. 1939 starb er in Hamburg.